# Jesús Carralero
Jesús Carralero Martín (Málaga, 24 de julio de 2000) es un jugador de baloncesto español. Con 2 metros de estatura, juega en la posición de ala-pívot. Actualmente forma parte de la plantilla de Palmer Basket Mallorca de Primera FEB.

## Trayectoria
Carralero se formó en las categorías inferiores del Unicaja de Málaga con el que llegó a debutar con apenas 16 años en el filial cajista en Liga EBA en la temporada 2016-17. Tras otra temporada alternando el equipo junior malagueño y el Unicaja B, en la temporada 2018-19 se marcha Estados Unidos para formar parte de Link Yeah Prep School.
En 2019, ingresa en la Universidad Campbell, situada en Buies Creek, Carolina del Norte, donde realizaría los estudios de licenciatura en Matemáticas y disputaría durante cuatro temporadas la NCAA con los Campbell Fighting Camels desde 2019 a 2023. El curso más destacado para Carralero fue en la temporada 2021-22, donde convirtió 9,3 puntos y blindó 5,7 rebotes por duelo en sus 29 comparecencias. 
En la temporada 2023-24, ingresa en la Universidad de Misuri en Columbia (Misuri), donde formó parte durante una temporada del equipo de la NCAA de los Missouri Tigers.
En la temporada 2024-25, ingresa en la Universidad Bethune-Cookman, situada en Daytona Beach, Florida, donde formó parte durante una temporada del equipo de la NCAA de los Bethune-Cookman Wildcats, con el que disputó 33 partidos con el equipo de Florida, en los que sumó 5,6 puntos, capturó 5,1 rebotes y repartió 2,8 asistencias.
El 8 de abril de 2025, firma por el San Sebastián Gipuzkoa Basket Club de Primera FEB.
El 22 de julio de 2025, firma por el Palmer Basket Mallorca de Primera FEB.